# Netarts
Netarts és una concentració de població designada pel cens dels Estats Units a l'estat d'Oregon. Segons el cens del 2000 tenia 744 habitants.

## Demografia
Segons el cens del 2000, Netarts tenia 744 habitants, 379 habitatges, i 206 famílies. La densitat de població era de 109,6 habitants per km².
Dels 379 habitatges en un 14,2% hi vivien nens de menys de 18 anys, en un 45,6% hi vivien parelles casades, en un 5,8% dones solteres, i en un 45,6% no eren unitats familiars. En el 38,5% dels habitatges hi vivien persones soles el 13,7% de les quals corresponia a persones de 65 anys o més que vivien soles. El nombre mitjà de persones vivint en cada habitatge era d'1,96 i el nombre mitjà de persones que vivien en cada família era de 2,54.
Per edats la població es repartia de la següent manera: un 15,1% tenia menys de 18 anys, un 4,3% entre 18 i 24, un 20,8% entre 25 i 44, un 34% de 45 a 60 i un 25,8% 65 anys o més.
L'edat mediana era de 51 anys. Per cada 100 dones de 18 o més anys hi havia 92,1 homes.
La renda mediana per habitatge era de 31.204 $ i la renda mediana per família de 41.333 $. Els homes tenien una renda mediana de 36.875 $ mentre que les dones 28.650 $. La renda per capita de la població era de 18.888 $. Aproximadament l'11,5% de les famílies i el 17,3% de la població estaven per davall del llindar de pobresa.

## Poblacions més properes
El següent diagrama mostra les poblacions més properes.